# Il cugino di campagna
Il cugino di campagna (The Country Cousin) è un film del 1936 diretto da David Hand e Wilfred Jackson. È un cortometraggio d'animazione della serie Sinfonie allegre, distribuito negli Stati Uniti dalla United Artists il 31 ottobre 1936. Basato sulla favola di Esopo Il topo di città e il topo di campagna, il film iniziò la produzione sotto la direzione di Hand, sostituito da Jackson nella primavera del 1936. Il corto vinse l'Oscar al miglior cortometraggio d'animazione ai premi Oscar 1937, venendo quindi inserito quello stesso anno nel film di montaggio I capolavori di Walt Disney. Inoltre partecipò in concorso alla 5ª Mostra internazionale d'arte cinematografica di Venezia. È stato distribuito anche col titolo Il campagnolo va in città.

## Trama
Abner, un topo campagnolo che vive a Podunk (un termine in inglese americano che denota un posto fuorimano), viene invitato dal suo cugino Monty a vivere con lui in una lussuosa abitazione in città. Quando Abner arriva, Monty gli intima di fare silenzio ogni volta che fa il minimo rumore, poi si vanta mostrandogli una tavola imbandita. I due topi cominciano a mangiare del formaggio, ma presto Abner finisce per ubriacarsi bevendo troppo da un calice. La situazione degenera ed entrambi cadono dalla tavola rompendo vari oggetti. A terra i due topi si imbattono nel gatto di casa. Abner gli dà un calcio e viene inseguito fin sul tetto, dove è costretto a fuggire attraverso una grondaia. Tuttavia, ritrovatosi nella confusione della città, rischia più volte di venire calpestato e investito, così decide di tornare a tutta velocità verso la campagna.

## Distribuzione

### Edizioni home video

#### VHS
America del Nord
- Disney's Best of 1931-1948 (1983)

#### DVD
Il cortometraggio fu incluso nella prima edizione italiana in DVD-Video de Gli Aristogatti (benché nella copertina sia indicato erroneamente Pasticciopoli), uscita l'8 novembre 2001. Fu poi inserito nel primo disco della raccolta Silly Symphonies, facente parte della collana Walt Disney Treasures e uscita in America del Nord il 4 dicembre 2001 e in Italia il 22 aprile 2004. In America del Nord fu incluso anche nel secondo volume della collana Timeless Tales, uscito il 16 agosto 2005.

## Altri media
Il cartone animato fu adattato in una storia a fumetti disegnata da Jack Bradbury e pubblicata il 24 giugno 1954 nel quarto numero della testata Silly Symphonies; nella versione italiana, pubblicata nel n. 107 di Topolino, il protagonista viene chiamato Lanternino.